# Честерфилд (Илиноис)
Честерфилд (енгл. Chesterfield) град је у америчкој савезној држави Илиноис.

## Демографија
По попису из 2010. године број становника је 188, што је 35 (-15,7%) становника мање него 2000. године.
| Група             | 2000.       | 2010.       |
| Белци             | 218 (97,8%) | 185 (98,4%) |
| Афроамериканци    | 0 (0,0%)    | 0 (0,0%)    |
| Азијати           | 0 (0,0%)    | 0 (0,0%)    |
| Хиспаноамериканци | 0 (0,0%)    | 0 (0,0%)    |
| Укупно            | 223         | 188         |